# Aucula munroei
Aucula munroei är en fjärilsart som beskrevs av Todd och Robert W. Poole. Aucula munroei ingår i släktet Aucula och familjen nattflyn. Inga underarter finns listade i Catalogue of Life.